# Генерал зенітних військ

Погон генерала зенітних військ

Петлиці генерала зенітних військ

Генера́́л зенітних військ або генерал зенітної артилерії (нім. General der Flakartillerie) — військове звання генеральського складу військ ППО в Збройних силах Німеччини (Люфтваффе) часів Другої світової війни. В Люфтваффе звання генерала зенітних військ знаходилося за старшинством між військовими званнями генерал-лейтенанта та генерал-полковника.
Це звання правильніше називати «генерал роду військ», тому що воно дорівнювалося до чинів:
- «генерал авіації»,
- «генерал артилерії»,
- «генерал гірсько-піхотних військ»,
- «генерал інженерних військ»,
- «генерал кавалерії»,
- «генерал танкових військ»,
- «генерал парашутних військ»,
- «генерал від інфантерії»,
- «генерал військ зв'язку» тощо.

## Генерали зенітних військ Люфтваффе
- Вальтер фон Акстельм (нім. Walther von Axthelm) (1893–1972)
- Генріх Бурхард (нім. Heinrich Burchard) (1894–1945)
- Губерт Вайзе (нім. Hubert Weise) (1884–1950), з 19 липня 1940 генерал-полковник
- Ойген Вайссманн (нім. Eugen Weissmann) (1892–1951)
- Гуго Грімме (нім. Hugo Grimme) (1872–1943)
- Альфред Гаубольд (нім. Alfred Haubold) (1887–1969)
- Фрідріх Гайлінгбруннер (нім. Friedrich Heilingbrunner) (1891–1977)
- Фрідріх Гіршауер (нім. Friedrich Hirschauer) (1883–1979)
- Гергард Гоффманн (нім. Gerhard Hoffmann) (1887–1969)
- Отто Десслох (нім. Otto Deßloch) (1889–1977), з 1 березня 1944 — генерал-полковник Люфтваффе
- Іоб Одебрехт (нім. Job Odebrecht) (1892–1982)
- Вольфганг Пікерт (нім. Wolfgang Pickert) (1897–1984)
- Ріхард Райманн (нім. Richard Reimann) (1892–1970)
- Отто Вільгельм фон Ренц (нім. Otto Wilhelm von Renz) (1891–1968)
- Гельмут Ріхтер (нім. Helmut Richter) (1891–1977)
- Карл фон Рок (нім. Karl von Roques) (1880–1949), переведений до сухопутних військ вермахту в ранзі генерала від інфантерії
- Гюнтер Рюдель (1883–1950) (нім. Günther Rüdel), з 1 листопада 1942 — генерал-полковник
- Камілло Руджера (нім. Camillo Ruggera) (1885–1947)
- Август Шмідт (нім. August Schmidt) (1883–1955)
- Людвіг фон Шредер (нім. Ludwig von Schröder) (1884–1941), також групенфюрер СС і віцеадмірал запасу
- Еміль Ценетті (нім. Emil Zenetti) (1883–1945)